# Saint-Privat-du-Fau
Saint-Privat-du-Fau är en kommun i departementet Lozère i regionen Occitanien i södra Frankrike. Kommunen ligger i kantonen Le Malzieu-Ville som tillhör arrondissementet Mende. År 2022 hade Saint-Privat-du-Fau 113 invånare.

## Befolkningsutveckling
Antalet invånare i kommunen Saint-Privat-du-Fau
| Referens: INSEE |